# Crateri di 951 Gaspra
Segue una lista dei crateri d'impatto presenti sulla superficie di 951 Gaspra. La nomenclatura di Gaspra è regolata dall'Unione Astronomica Internazionale; la lista contiene solo formazioni esogeologiche ufficialmente riconosciute da tale istituzione.
I crateri di Gaspra portano i nomi di località termali del mondo.
Sono tutti stati identificati durante il sorvolo ravvicinato della sonda Galileo, l'unica ad avere finora raggiunto Gaspra.

## Prospetto
| Cratere      | Eponimo | Latitudine | Longitudine | Diametro |
| ------------ | --- | ---------- | ----------- | -------- |
| Aix          | Aix-en-Provence in Francia.                                                                                                   | 47,9° N    | 160,3° W    | 0,6 km   |
| Alupka       | Alupka in Crimea (Ucraina).                                                                                                   | 65° N      | 65° W       | 0,3 km   |
| Baden-Baden  | Baden-Baden in Germania. | 46° N      | 55° W       | 0,3 km   |
| Badgastein   | Bad Gastein in Austria. | 25° N      | 3° W        | 0,4 km   |
| Bagnoles     | Bagnoles in Francia. | 55° N      | 122° W      | 0,4 km   |
| Bath         | Bath in Inghilterra (Regno Unito).                                                                                            | 13,4° N    | 9,7° W      | 0,9 km   |
| Beppu        | Beppu sull'isola di Kyūshū in Giappone.                                                                                       | 3,9° N     | 58,4° W     | 0,6 km   |
| Brookton     | Brookton - Località presso New York (USA).                                                                                    | 27,7° N    | 103,3° W    | 0,3 km   |
| Calistoga    | Calistoga in California (USA).                                                                                                | 30° N      | 2° W        | 1,2 km   |
| Carlsbad     | Karlovy Vary - In tedesco Karlsbad, letteralmente "Terme di Carlo", in Repubblica Ceca.                                       | 29,7° N    | 88,8° W     | 0,5 km   |
| Charax       | Charax - Insediamento romano a Gaspra in Crimea (Ucraina). È utilizzato per definire il meridiano fondamentale di 951 Gaspra. | 8,6° N     | 0° W        | 0,9 km   |
| Helwan       | Helwan in Egitto. | 22,4° N    | 118,9° W    | 0,4 km   |
| Ixtapan      | Ixtapan in Messico. | 11,9° N    | 86,9° W     | 0,7 km   |
| Katsiveli    | Katsiveli in Crimea (Ucraina).                                                                                                | 55° N      | 65° W       | 0,3 km   |
| Krynica      | Krynica-Zdrój in Polonia. | 49° N      | 35° W       | 0,4 km   |
| Lisdoonvarna | Lisdoonvarna in Irlanda. | 16,5° N    | 358,1° W    | 0,4 km   |
| Loutraki     | Loutraki in Grecia. | 42° N      | 140° W      | 0,4 km   |
| Mandal       | Mandal in Norvegia. | 23,5° N    | 46,5° W     | 0,1 km   |
| Manikaran    | Manikaran in India. | 62° N      | 155° W      | 0,5 km   |
| Marienbad    | Mariánské Lázně - In tedesco Marienbad, letteralmente "Terme di Maria", in Repubblica Ceca.                                   | 35,4° N    | 81,8° W     | 0,6 km   |
| Miskhor      | Miskhor in Crimea (Ucraina).                                                                                                  | 15° N      | 65,9° W     | 0,5 km   |
| Moree        | Moree in Australia. | 15,1° N    | 164,4° W    | 0,7 km   |
| Ramlösa      | Ramlösa in Svezia. | 15° N      | 4,9° W      | 0,7 km   |
| Rio Hondo    | Termas de Río Hondo in Argentina.                                                                                             | 31,7° N    | 20,7° W     | 0,6 km   |
| Rotorua      | Rotorua in Nuova Zelanda. | 18,8° N    | 30,7° W     | 0,5 km   |
| Saratoga     | Saratoga - Località presso New York (USA).                                                                                    | 50° N      | 270° W      | 2,8 km   |
| Spa          | Spa in Belgio. | 51,5° N    | 152° W      | 1,6 km   |
| Tang-Shan    | Tangshan in Cina. | 59° N      | 256° W      | 2,1 km   |
| Yalova       | Yalova in Turchia. | 29° N      | 10° W       | 0,4 km   |
| Yalta        | Jalta in Crimea (Ucraina). | 57,6° N    | 261,3° W    | 1,4 km   |
| Zohar        | Zohar in Israele. | 23° N      | 118° W      | 0,4 km   |